# Tomasz Arciszewski
Tomasz Stefan Arciszewski (phát âm tiếng Ba Lan: [ˈtɔmaʂ art͡ɕiˈʂɛfskʲi]; 4 tháng 11 năm 1877 - 20 tháng 11 năm 1955) là một chính trị gia xã hội chủ nghĩa người Ba Lan, thành viên của Đảng Xã hội Ba Lan và là Thủ tướng thứ 31 của Ba Lan, Thủ tướng thứ 3 của chính phủ Ba Lan lưu vong ở Luân Đôn từ năm 1944 đến năm 1947 trong khoảng thời gian chính phủ này không được các cường quốc phương Tây công nhận.

## Đầu đời
Tomasz Stefan Arciszewski sinh ra ở Sierzchowy, một thị trấn nhỏ nằm giữa Warszawa và Łódź, là con của Mikołaj Arciszewski, một cựu chiến binh của cuộc Khởi nghĩa Tháng Giêng, và Helena Młynarska.
Sau khi tốt nghiệp trường thương mại ở Lubań và Radom, Tomasz Arciszewski chuyển đến Sosnowiec, một trung tâm công nghiệp nặng ngày càng phát triển của vùng Zagłębie. Năm 1894, khi mới 17 tuổi, ông bắt đầu làm công nhân nhà máy tại một xưởng đúc thép và lần đầu tiên gặp gỡ các nhà hoạt động công bằng xã hội. Năm 1896, ông gia nhập Đảng Xã hội Ba Lan (ĐXHBL) và ngay sau đó đã tham gia một cuộc đình công, vì vậy ông đã bị sa thải.

## Sự nghiệp
Ban đầu hoạt động ở Zagłębie, ông phải chạy trốn khỏi đất nước và từ năm 1898 đến năm 1900, ông sống ở London và Bremen, nơi ông là một trong những nhà lãnh đạo của Hiệp hội những người theo chủ nghĩa xã hội Ba Lan lưu vong. Bất chấp nguy cơ bị cảnh sát Nga hoàng bắt giữ, Arciszewski trở về Ba Lan vào tháng 8 năm 1900 và bị bắt ngay sau đó.
Được thả vào năm 1903, Arciszewski trở lại phục vụ tại ngũ trong hàng ngũ những người theo chủ nghĩa xã hội. Ông trở thành một trong những thành viên của ĐXHBL được giao nhiệm vụ phát triển tổ chức và cấu trúc của đảng bất hợp pháp ở các khu vực kém phát triển của Ba Lan. Ông đã sống trong một khoảng thời gian ở Częstochowa, Piotrków và ở vùng kém phát triển Podlaskie.
Năm 1904, ông gia nhập Tổ chức Chiến đấu của Đảng Xã hội Ba Lan, một nhóm nhà cách mạng đấu tranh giải phóng Ba Lan. Là một cộng sự thân cận của Józef Piłsudski, Arciszewski chuyển đến Warzawa, nơi ông trở thành người đứng đầu chi nhánh địa phương của tổ chức mình. Cùng với đó, ông đã tổ chức một số vụ ám sát các quan chức cấp cao của Nga. Ông cũng tham gia vào cuộc đột kích Bezdany nổi tiếng gần Vilna (Vilnius, Lithuania), nơi đơn vị của ông đã cướp đoạt khoảng 200.000 rúp.
Năm 1906, Arciszewski cùng với Piłsudski gia nhập Đảng Xã hội Ba Lan - Phe Cách mạng mới thành lập, một tổ chức của những người theo chủ nghĩa xã hội Ba Lan hướng tới nền độc lập của Ba Lan thay vì là cuộc cách mạng của công nhân toàn châu Âu. Sau vụ đột kích Bezdany, ông đã phải chạy trốn khỏi Privislinsky Krai và định cư ở Lwów (nay là Lviv, Ukraine), nơi ông tham gia Hiệp hội những người đấu tranh tích cực, một tổ chức bán quân sự bí mật. Không lâu trước khi Đại chiến bùng nổ, ông rời Đảng Cách mạng và trở thành thành viên của phe đối lập nội bộ trong phong trào xã hội chủ nghĩa.
Vào tháng 8 năm 1914, ông gia nhập Quân đoàn Ba Lan và phục vụ xuất sắc trong Trung đoàn bộ binh số 1 của Lữ đoàn 1. Được thăng cấp bậc Trung úy, vào năm 1915, ông được cử tham gia phục vụ chính trị tại Quốc hội Ba Lan thuộc các Liên minh Trung tâm, nơi ông là một trong những nhà tổ chức tích cực nhất của Tổ chức quân sự Ba Lan bí mật. Sau Đạo luật ngày 5 tháng 11 và việc tuyên bố Vương quốc Ba Lan nằm trong kế hoạch Mitteleuropa của Liên minh trung tâm, Tomasz Arciszewski đã gia nhập hội đồng thành phố Warsaw. Tại đây, ông trở thành người sáng lập các tổ chức công đoàn và chủ bút của nhiều tờ báo xã hội chủ nghĩa.
Sau khi Đức và Áo-Hung sụp đổ vào cuối Thế chiến thứ nhất, ngày 7 tháng 11 năm 1918 Arciszewski được bổ nhiệm làm Bộ trưởng Bộ Lao động và Xã hội trong Chính phủ Lâm thời Cộng hòa Ba Lan do Ignacy Daszyński lãnh đạo. Sau khi chính phủ của Daszyński chuyển giao cho Piłsudski và việc củng cố quyền lực ở tất cả các vùng của Ba Lan xảy ra, Arciszewski được bổ nhiệm làm Bộ trưởng Bộ Dịch vụ bưu chính và Liên lạc điện báo trong chính phủ của Jędrzej Moraczewski. Ông phục vụ tại vị trí đó cho đến ngày 16 tháng 1 năm 1919. Ngay sau đó ông được bầu làm thành viên của Hạ nghị viện.
Trong cuộc Chiến tranh Nga-Ba Lan, ông đã tổ chức nhiều đơn vị tình nguyện của công nhân và hỗ trợ các hoạt động phá hoại bên dưới các phòng tuyến của Nga. Sau chiến tranh, vào năm 1922, ông một lần nữa được bầu làm thành viên của Hạ nghị viện từ danh sách của Đảng Xã hội và giữ chức vụ của mình cho đến năm 1935.
Là một trong những nhà lãnh đạo nổi bật nhất của phe xã hội chủ nghĩa (từ năm 1919 đến năm 1939, ông là thành viên của Hội đồng chính của ĐXHBL), Arciszewski dần dần chia tay với đồng nghiệp cũ Piłsudski, người đã từ bỏ các ý tưởng xã hội chủ nghĩa sau khi Ba Lan giành lại độc lập. Điều này khiến ông trở thành một trong những nhà lãnh đạo nổi bật của liên minh Centrolew gồm các đảng phái trung tả và cánh tả. Ngoài ghế của mình trong Hạ viện, từ năm 1919 đến năm 1934, và sau đó từ năm 1938 cho đến khi Chiến tranh thế giới thứ hai bùng nổ, Arciszewski còn là một thành viên của hội đồng thành phố Warsaw. Ngoài những nhiệm vụ khác, ông còn là người sáng lập Hiệp hội Những người bạn của trẻ em của Công nhân.
Sau khi bùng nổ cuộc tấn công Ba Lan năm 1939, Arciszewski tham gia bảo vệ Warsaw với tư cách là một trong những chỉ huy của các Tiểu đoàn Tình nguyện Công nhân. Sau khi Đức và Liên Xô tiếp quản Ba Lan, ông hoạt động ngầm và cùng với Kazimierz Pużak, và vào ngày 16 tháng 10 cùng năm đó, ông tuyên bố Đảng Xã hội Ba Lan - Tự do, Bình đẳng, Độc lập, chính là sự tiếp nối bí mật trong thời kỳ chiến tranh của ĐXHBL trước chiến tranh. Ông đứng đầu đảng đó cho đến tháng 7 năm 1944. Sau đó, ông gia nhập Hội đồng Thống nhất Quốc gia, một kiểu quốc hội của Quốc gia Chính phủ ngầm Ba Lan do Jan Stanisław Jankowski đứng đầu.
Không lâu trước khi bùng nổ cuộc Khởi nghĩa Warszawa, Arciszewski đã được sơ tán khỏi Ba Lan qua một cây cầu hàng không (Most III) vào ngày 26 tháng 7 năm 1944. Qua Cairo, ông đến London, nơi ông là một trong những ứng cử viên cho chiếc ghế tổng thống Ba Lan lưu vong. Theo bản Hiến pháp tháng 4 năm 1935, vào ngày 7 tháng 8 năm 1944, ông được Władysław Raczkiewicz chọn làm người tiếp nối vị trí của ông.
Có thái độ chỉ trích đối với sức ép của Liên Xô và nỗ lực của Stanisław Mikołajczyk trong việc thỏa hiệp với Joseph Stalin, Arciszewski tập trung vào việc cố gắng thuyết phục các nhà lãnh đạo Đồng minh (đặc biệt là Winston Churchill) giúp chiến đấu cùng Warsaw - tuy nhiên hầu như không có kết quả. Sau khi Mikołajczyk từ chức, ngày 29 tháng 11 năm 1944, Arciszewski trở thành Thủ tướng Ba Lan, đồng thời trở thành Bộ trưởng Bộ Lao động và Phúc lợi trong chính phủ của mình.
Ông mất ngày 20 tháng 11 năm 1955 ở tuổi 78, và được chôn cất tại Nghĩa trang Brompton, Luân Đôn.